# Школьная улица (Горелово)
Шко́льная улица — улица в Красносельском районе Санкт-Петербурга на территории посёлка Горелово. Соединяет улицу Коммунаров и Тихий переулок . Протяжённость — 1060 м.

## География
Улица проложена в направлении с юга на север (по нумерации домов).
Ширина улицы 3 метра или 1 полосы движения.

## Здания и сооружения
- Поликлиника № 93
- Отделение полиции

## Транспорт
- Ж/д платформа Горелово (610 м)

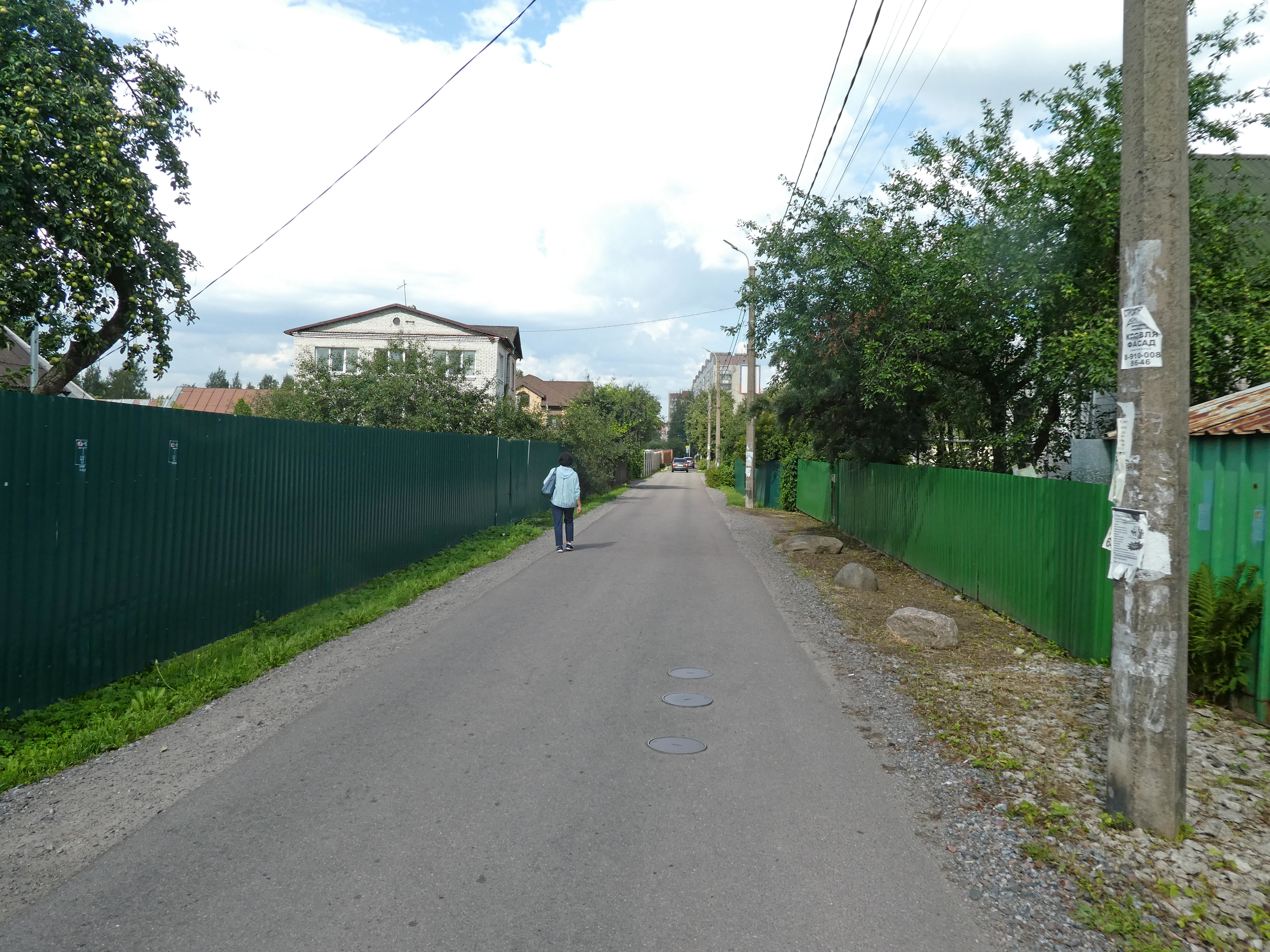
Южная часть Школьной улицы

- Бесплатная развозка до гипермаркета «ОКей»

На примыкании с Красносельским шоссе:
Остановка Полевая улица
- Социальные автобусы: № 20, 81, 145, 145Б, 145Э, 147, 165, 181, 245, 632, 639А
- Коммерческие автобусы: 105А, 631, 650В

На пересечении с Аннинским шоссе:
- Социальные автобусы: 20

## Примыкает
С запада на восток:
- Улица Коммунаров
- Полевая улица
- Новопроложенная улица
- Тихий переулок
- Малая улица
- Аннинское шоссе
- Тихий переулок